# Гончаренко, Владимир Максимович
Влади́мир Макси́мович Гончаре́нко (1 августа 1928 — 7 мая 2016) — советский и российский дипломат. Чрезвычайный и полномочный посол СССР/Российской Федерации в Венесуэле (1986—1992).

## Биография
Родился в с. Кровное Сумского района Сумской области Украинской ССР.
После окончания Высшей дипломатической школы МИД СССР работал в центральном аппарате (отдел стран Латинской Америки, управление кадров) и за рубежом — в посольствах СССР в Монгольской Народной Республике, Мексике и дважды на Кубе.
С 1 августа 1986 по 24 января 1992 года — чрезвычайный и полномочный посол СССР (с 1991 года — Российской Федерации) в Венесуэле и Доминиканской Республике и в Тринидаде и Тобаго по совместительству.
С 1992 года — в отставке.
8 июля 1996 года за особые заслуги перед Российской Федерацией в сфере внешней политики президент Российской Федерации установил В. М. Гончаренко дополнительное пожизненное ежемесячное материальное обеспечение в сумме 10-кратного минимального размера оплаты труда, предусмотренного законодательством Российской Федерации.

## Дипломатический ранг
Чрезвычайный и полномочный посол (18 октября 1990).

## Награды и звания
Награждён медалями «За трудовую доблесть», «За трудовое отличие», «За доблестный труд в Великой Отечественной войне», почётной грамотой Президиума Верховного Совета РСФСР.